# خالد بن سعود الحليبي
خالد بن سعود الحليبي (ولد 1383 هـ / 1964 م) شاعر وأديب وباحث سعودي، مستشار ومدرِّب أسري. وهو عضو رابطة الأدب الإسلامي العالمية.

## سيرته
وُلد خالد بن سعود بن عبد العزيز بن محمد الحليبي في الهفوف بالأحساء، عام 1383هـ/ 1964م. 

### التحصيل الدراسي
- بكالوريوس في اللغة العربيَّة من كلية الشريعة والدراسات الإسلامية في الأحساء عام 1405هـ
- أكمل دراسته العاليا، فنال الماجستير عام 1412هـ، والدكتوراه عام 1419هـ، وكلتاهما في الأدب الحديث من كليَّة اللغة العربية بجامعة الإمام محمد بن سعود الإسلاميَّة.
- دورة أكاديميَّة مُتقدِّمة في العلاج الأسري من مدينة الملك عبد العزيز الطبيَّة بالرياض - صفر وربيع الأول من عام 1428هـ (2007م).
- دبلوم عالٍ في الإرشاد النفسي والأسري من كليَّة المعلمين بجامعة الملك فيصل 1429هـ - 2008م.
- حصل على إجازةٍ في قراءة عاصم بروايتَيْه: حفص وشُعبة، عام 1414هـ، بسندٍ عالٍ عن شيخ قُرَّاء حَماة القارئ الشيخ سعيد العبد الله - رحمه الله.[2]

## العمل
- عمل أستاذا للأدب الحديث المساعد في قسم اللغة العربيَّة بكليَّة الشريعة والدراسات الإسلاميَّة بالأحساء - فرع جامعة الإمام.
- عمل بها وكيلاً لقسم اللغة العربية ثلاث سنوات.
- ثم رئيسًا للقسم بالإنابة لسنةٍ واحدة.
- ثم وكيلاً تعليميًّا للكليَّة ثلاث سنوات؛ من عام 1423-1426هـ، وأمينًا لمجلس إدارتها.
- ثم تفرَّغ عِلميًّا عام 1426/1427هـ.
- ثم عاد للتدريس في الكلية عام 1427-1428هـ.
- تقاعد عن العمل مبكراً في 18/12/1434هـ.
- إمام وخطيب جامع عبد الرحمن بن عوف بالهفوف بالأحساء.

## المهام والعضويات

### المهام
- المشرف العام ثم المدير التنفيذي لبيت الخبرة للتنمية الأسرية منذ عام 6/10/1435هـ.
- المشرف العام على (موقع المستشار) التابع لجمعية التنمية الأسريَّة بالأحساء منذُ عام 1426هـ، وهو صاحبُ فكرتِه، وقد فازَ الموقع بجائزة التميز الرقمي بوزارة الاتصالات وتقنية المعلومات في المملكة العربية السعودية - المركز الثالث في فرع الثقافة الإلكترونية لعام 2007م.
- نائب المشرف العام على مركز التنمية الأسرية التابع لجمعيَّة البر بالمنطقة الشرقيَّة منذُ نهاية عام 1425هـ، وهو صاحب فكرتِه، حتى عام 1435هـ.
- مدير إدارة الخدمات الاجتماعيَّة الشاملة بجمعيَّة البر بالأحساء منذُ محرم 1426هـ حتى جُمادَى الأولى عام 1426هـ.
- مدير مركز التنمية الأسريَّة بالأحساء التابع لجمعيَّة البر بالأحساء منذُ محرم 1426هـ ثم أصبح جمعية التنمية الأسرية بالأحساء عام 1438هـ، ولا يزال مديرها حتى الآن، وهو صاحب فكرتِه.[3]
- مدير المعهد العالي للتنمية الأسريَّة للتدريب، منذُ (1428-1432هـ)، وهو صاحب فكرتِه.
- أمين عام جمعيَّة تيسير الزواج ورعاية الأسرة بالأحساء منذ تأسيسها إلى 1432هـ.
- رئيس اللجنة العليا لإصلاح ذات البين التابعة لإمارة المنطقة الشرقية - فرع الأحساء منذُ 27/2/1429هـ حتى 1441هـ ثم أصبح عضوا فيها برئاسة سمو محافظ الأحساء.
- المشرف العام على المجلس التنسيقي لمراكز التنمية الأسريَّة في المنطقة الشرقيَّة ثم توقف المجلس ونشأت اللجنة التنسيقية لجمعيات التنمية الأسرية فكان عضوا فيها، ثم توقفت بعد أن تأسس المجلس الفرعي التخصصي لجمعيات التنمية الأسرية بالمملكة العربية السعودية، فأصبح رئيسًا للجنة التنفيذية في المجلس منذ عام 1441 (2020م).
- مدرب معتمد في المجالين الاجتماعي والتطوير الذاتي.

العضويات:
- عضو المجلس الإشرافي على مركز حياة لمكافحة التدخين بالأحساء منذ 1/7/1434هـ.
- عضو لجنة التكافل الأسري في إمارة المنطقة الشرقيَّة منذُ 1430هـ.
- عضو مجلس وحدة البحوث في كليَّة الشريعة والدِّراسات الإسلاميَّة بالأحساء عام 1429هـ.
- عضو مجلس التأليف والترجمة بجامعة الملك فيصل بالأحساء منذُ عام 1431هـ.
- عضو مجلس إدارة نادي الأحساء الأدبي منذُ إنشائه عام (1428-1432هـ).
- عضو مجلس إدارة جمعيَّة تيسير الزواج ورعاية الأسرة منذُ إنشائها عام 1428هـ.
- عضو مجلس الإدارة للجمعيَّة العلميَّة السعوديَّة للأدب العربي منذُ 20/2/1426هـ.
- عضو مجلس إدارة المكتب الإقليمي لرابطة الأدب الإسلاميَّة العالميَّة في الرياض منذُ إنشائه.
- عضو نادي المنطقة الشرقيَّة الأدبي منذُ تأسيسه عام 1410هـ، وعضو في بعض لجانِه، ومُمثِّلُه في الأحساء حتى منتصف شهر صفر من عام 1427هـ.
- عضو شرف نادي حائل الأدبي.
- عضو رابطة الأدب الإسلامي العالميَّة منذُ عام 1413هـ، ومُمثِّلُها في المنطقة الشرقيَّة.
- عضو اللجنة الفرعيَّة لمحو الأميَّة وتعليم الكبار في إدارة التربية والتعليم بمحافظة الأحساء منذُ صفر 1425هـ حتى نهاية عام 1426هـ.
- عضو المجلس الإشرافي في مركز المزروعيَّة التابع لجمعيَّة البر بالأحساء منذُ ربيع الأول 1425هـ.
- عضو المجلس الإشرافي لمركز الرعاية الخاصَّة، بالجمعيَّة الخيريَّة لتيسير الزواج ورعاية الأسرة بالأحساء.
- عضو لجنة المشورة الثقافيَّة في المهرجان الوطني للثقافة والتراث التاسع عشر عام 1424هـ.
- عضو اللجنة الفرعيَّة للمنتدى الوطني للتعليم للجميع منذُ عام 1426هـ.
- عضو اللجنة الاستشاريَّة والعلميَّة لملتقى التطوُّع في الغرفة التجاريَّة لعام 1429 - 1430هـ.
- عضو الهيئة الاستشاريَّة في جمعيَّة التوعية والتأهيل الاجتماعي بالرياض منذُ جمادى الآخرة 1429هـ.
- نائب رئيس اللجنة الاستشاريَّة في مشروع الشَّراكة التربويَّة في إدارة تعليم البنات بالأحساء.
- رئيس اللجنة الأدبيَّة في فرع جامعة الإمام بالأحساء منذُ نشأتها، وهو صاحب فكرتها.
- رئيس لجنة إبداع ومواهب في النادي الأدبي بالأحساء، وهو صاحب فكرتها.

## النشاط الفكري والإنتاج

### مناشط أدبية وصحفية وإعلامية
- مدير برنامج ندوة أحدية الشيخ أحمد بن علي آل الشيخ مبارك الأسبوعيَّة منذُ إنشائها عام 1411هـ حتى عام 1425هـ.
- شارَك في الصحافة مُتعاونًا مع بعض الصحف ولا سيما جريدة اليوم، وكان مستشارًا غير متفرِّغ في مؤسسة عكاظ للصحافة والنشر، ومديرًا لمكتبها في الأحساء ثلاث سنوات (رمضان 1421 - شوال 1424هـ).
- شارَك في عددٍ من الندوات العلميَّة والمهرجانات والملتقيات الثقافيَّة، ومن أبرزها المهرجان الوطني (الجنادرية)، ومهرجان الأحساء السياحي وكان مدير أنشطته الثقافيَّة، ومهرجان المدينة المنورة، وملتقى أبها الثقافي.
- حضَر لقاء الكتاب الصحفيين مع معالي وزير التربية والتعليم ونائبَيْه ووكلاء الوزارة في 29/12/1426هـ.
- نُشِرَ نتاجه الأدبي؛ شعرًا، ونثرًا فنيًّا، ونقدًا، في مُعظَم الصحف السعوديَّة وبعض الخليجيَّة.
- له زاويةٌ أسبوعيَّةٌ في جريدة اليوم السعوديَّة كلَّ يوم سبت.[4]
- له زاويةٌ أسبوعيَّةٌ في موقع المستشار، ويسهم في مواقع أخرى.
- قدَّم عددًا كبيرًا من البرامج الإذاعيَّة عبر عدَّة سنوات.
- له برنامجٌ أسبوعي في إذاعة الرياض يُذاع مرَّتين كل أسبوع، بعنوان (مستشارك الأسري) حتى عام 1433هـ.
- له برنامجٌ شهري في قناة اقرأ بعنوان مسارات؛ المسار التربوي عام 1428هـ فقط.
- له برنامجٌ شهري؛ المسار الأسري الاجتماعي في برنامج (بدون إحراج) في قناة الرسالة عام 1430هـ.
- شارَك في برنامج حياة القلوب في قناة قطر، وسفينة النجاة في إذاعة القرآن الكريم بقطر، وعددٍ من الحلقات في التلفاز السعودي، وإذاعة البرنامج العام وإذاعة القرآن الكريم.
- سجل 13 حلقة لقناة الأسرة (جديدة) بعنوان قلب واحد.
- اشترك في عددٍ كبير من الأمسيات الشعريَّة، وألقى عددًا كبيرًا من المحاضرات في عددٍ من مدن المملكة العربيَّة السعوديَّة وخارجها، وقدَّم عددًا من البرامج الإذاعيَّة والتلفازيَّة، وأسهَمَ في برنامج (الاستشارات الأسريَّة) في موقع الإسلام اليوم.
- شاعر الجنادرية (الشعر الفصيح) عام 1423هـ.
- شارك في ملتقى المثقَّفِين السعوديين الأوَّل في الرياض في شعبان 1425هـ، وفي وضع إستراتيجيَّة الثقافة في جدة في شعبان 1428هـ - وقد نظمتهما وزارة الثقافة والإعلام.

- له العديد من المقالات والبرامج التدريبة والمحاضرات والبرامج المسموعة والمرئية.
- مقدم (برنامج بوح البنات)الأسبوعي -ليلة كل خميس-، على قناة بداية سابقاً وقنوات المجد حالياً.
- له برنامج فضائي أسبوعي ابتدأ من 1432هـ حتى الآن اسمه بوح البنات ابتدأ من قناة بداية ثم انتقل إلى ثلاث قنوات هي (فور شباب 1/2 وماسة المجد) ثم انتقل إلى قناة المجد الفضائية ولا زال مستمرا.

### أوراق العمل والمشاركات الدوليَّة
- شارَك بورقة عمل في الملتقى الثالث للجمعيات الخيرية ببريدة عام 1435هـ، بعنوان (بيوت الخبرة في العمل الخيري - بيت الخبرية للتنمية الأسرية أنموذجا).
- شارَك بمحاضرة عامَّة بعنوان: المؤسسات الثقافيَّة في المملكة العربية السعودية، الأندية الأدبية أنموذجًا، الأسبوع الثقافي السعودي في الأردن في الفترة من 19/10-28/10/1423هـ.
- شارك بورقة عمل في المهرجان الثاني للأيتام الذي أقامَتْه وزارة الشؤون الاجتماعيَّة (وزارة العمل والتنمية الاجتماعية حاليا) في المنطقة الشرقيَّة في شعبان 1425هـ.
- قادَ حلقة نقاشٍ في الملتقى السنوي الخامس للجهات الخيريَّة بالمنطقة الشرقيَّة في الخبر، في الفترة من 2-4/11/1425هـ، وكان بعنوان: (الإعلام والجهات الخيرية).
- شارَك بمحاضرةٍ حول الثقافة في المملكة في فعاليات سفارة خادم الحرمين الشريفين في القاهرة في معرض الكتاب الدولي عام 1425هـ (2005م).
- شارَك بورقة عمل بعنوان: «التعامل التربوي مع طالب التحفيظ» في الملتقى الثاني للجمعيَّات الخيريَّة لتحفيظ القرآن الكريم في جدة، 25-27/7/1426هـ.
- قدَّم ورقة عمل بعنوان: «تجربة مركز التنمية الأسريَّة في الأحساء» في الندوة السنوية الأولى لجمعيَّة البر بالأحساء المنعقِدة في فندق الإنتركونتننتال يوم 9/4/1427هـ، تحت عنوان: (الطلاق.. أسبابه وعلاجه).
- قدم ورقة عمل بعنوان: «تجربة مركز التنمية الأسرية في الأحساء» في الحلقة النقاشية حول «الإرشاد الأسري في المملكة» في مركز الأمير سلمان الاجتماعي في الرياض، نظمتها وزارة الشؤون الاجتماعية (وزارة العمل والتنمية الاجتماعية حاليا) - إدارة الاستشارات الأسريَّة في يوم الأربعاء 18/4/1427هـ.
- شارَك مع العمدة أحمد بن صالح المظفر في إعداد ورقة عمل بعنوان: الشرطة المجتمعية - رؤية جديدة في العلاقة بين الشرطة والمجتمع، مقدمة للمشاركة في الندوة العلميَّة الموسومة بـ: مفهوم الشرطة المجتمعيَّة، التي تُنظِّمُها جامعة نايف العربيَّة للعلوم الأمنيَّة بالتعاون مع أكاديميَّة شرطة دبي، خلال الفترة من 15-17/8/1426هـ الموافق 19-21/9/2005م.
- شارَك مع الأستاذ فؤاد بن عبد الرحمن الجغيمان في إعداد ورقة عمل لحقيبةٍ تدريبيَّة لتأهيل المتزوِّجين الجدُد على مستوى المملكة، وقدمت في ورشة العمل المنعقِدة في مدينة الطائف في الفترة من 29-30/7/1428هـ، من قِبَلِ وزارة الصحة، وذلك خِلال 29-30/7/1428هـ.
- شارَك بورقة عمل بعنوان: تجربة مركز التنمية الأسرية في الأحساء، في مؤتمر الأسرة السعوديَّة والتغيرات المعاصرة؛ الذي عقدَتْه الجمعيَّة السعوديَّة لعِلم الاجتماع والخدمة المدنيَّة الاجتماعيَّة بالرياض، برعاية صاحب السموِّ الملكي الأمير نايف بن عبدالعزيز وزير الداخلية (5-7/5/1429هـ).
- شارَك في الحوار لمركز الملك عبد العزيز للحوار الوطني في الأحساء عام 1426هـ، في موضوع «نحن والآخر»، وفي الظهران عام 1427هـ في موضوع «التعليم.. الواقع والتطوير»، وفي الرياض في موضوع «الحوار الأسري» عام 1429هـ، وفي الرياض عام 1431هـ في موضوع «الهوية والعولمة في الخطاب الثقافي السعودي».
- شارَك في مؤتمر الندوة العالميَّة للشباب الإسلامي العالمي «الشباب وبناء المستقبل»، المنعقد في القاهرة خلال 30/10-2/11/1427هـ.
- شارَك بورقة عمل: «التعريف بموقع المستشار» في الملتقى الثاني للدعوة النسائية؛ الذي نظَّمَه (موقع دعوتها) في الرياض في 14/5/1428هـ.
- شارَك في الندوة الثانية للإصلاح والتأهيل في المؤسسات الإصلاحيَّة بعنوان «السجين والمجتمع» يومي 16و17/5/1428هـ بالرياض.
- قدَّم ورقةَ عمل بعنوان: مسوغات التأهيل للحياة الزوجية، في مؤتمر الزواج الصحِّي الأوَّل في الرياض في 16-18/6/1428هـ، بفندق إنتركونتننتال الرياض.
- قدَّم ورقة عمل حول: توظيف الفن والأدب في مجال الدعوة - التعريف بالإسلام، في ندوة توظيف الأدب والفن في الدعوة إلى الله، التي نظَّمتها الندوة العالمية للشباب الإسلامي في الرياض، يوم الخميس 19/3/1429هـ.
- قدَّم ورقة عمل بتجربة مركز التنمية الأسريَّة في اللقاء العلمي «الأسرة السعوديَّة والتغيُّرات المعاصرة» بالرياض 8/5/1429هـ، الذي نظَّمته الجمعيَّة العلميَّة السعوديَّة لعِلم الاجتماع والخدمة الاجتماعيَّة.
- شارَك مع وزارة العدل في ورشة عمل أقسام الصُّلح في المحاكم - الواقع والرؤية المستقبلية، المنعقدة في الرياض 26/6/1429هـ.
- قدَّم ورقة عمل بعنوان: «الاستيعاب في حياة المتطوع»، في ملتقى العمل التطوُّعي الأوَّل في الغرفة التجارية الصناعية في الدمام، يوم الثلاثاء 1/2/1430هـ.
- شارَك في مؤتمر رابطة الأدب الإسلامي العالمية في مصر - القاهرة عام 2004م، وفي مؤتمرها في تركيا - إستانبول عام 2008م، وكان بعنوان «الأدب الإسلامي والإعلام».
- سجَّل في (26/1427هـ) في قسم علم النفس في جامعة الملك فيصل، في مجال الإرشاد والتوجيه النفسي لنيل درجة الماجستير في هذا التخصُّص - إن شاء الله - ودرس فصلاً واحدًا.
- شارَك في اللقاء السنوي التاسع للجهات الخيريَّة 27-29/3/1430هـ، في الخبر، من تنظيم جمعيَّة البر بالمنطقة الشرقيَّة.
- شارك في ملتقى ثقافة الطفل ومتغيرات العصر، في نادي مكة الثقافي 17-20/4/1430هـ.
- رأس جلسة علميَّة في ندوة: دور الجامعات في تطوير العمل الخيري، التي نظَّمها: كرسي عبد الرحمن بن صالح الراجحي، بالتعاون مع مركز مداد يوم الثلاثاء 15/11/1430هـ.
- حضَر مؤتمر الأدباء السعوديين الثالث في الرياض، 27-29/12/1430هـ، وزارة الإعلام.
- شارَك بورقة عمل: «المعلمة القدوة في المجال الاجتماعي»، في ملتقى ميثاق أخلاقيات التعليم في إدارة التربية والتعليم للبنات بالرياض 24/1/1431هـ.
- شارك بورقة عمل بعنوان: "طرق ووسائل للحد من الإساءة إلى الأطفال)، بالملتقى الثاني للحدِّ من إيذاء الأطفال بإدارة التربية والتعليم بالطائف، من 25-26/1/1431هـ.
- شارَك بورقة عمل بعنوان: "التغيير في التربية والتعليم.. قيمة وضرورة)، في الملتقى التربوي التعليمي الثالث للعام الدراسي 1430 - 1431هـ في إدارة التربية والتعليم للبنات بالدَّمَّام 9/6/1431هـ.
- شارَك بورقة عمل بعنوان: «الطالب أديبًا»، في المنتدى الثقافي الثاني بالمنطقة الشرقيَّة المنعقِد تحت شعار: الثقافة مظلمة المجتمع المعرفي، في شيراتون الدمام في 29/6-4/7/1431هـ، الذي نظَّمته الإدارة العامَّة للتربية والتعليم للبنين بالشرقيَّة.

### الإصدارات والمؤلفات
| م  | اسم الكتاب                                    |
| -- | --------------------------------------------- |
| 1  | نحو أسرة ذاكرة                                |
| 2  | قلبي بين يديك (ديوان شعر)                     |
| 3  | مهارات التواصل مع الأولاد                     |
| 4  | العنف الأسري: (أسبابه ومظاهره وآثاره وعلاجه)  |
| 5  | عضل البنات                                    |
| 6  | آه .. يا ولدي                                 |
| 7  | أبو فراس الحمداني في رومياته                  |
| 8  | أحمد بن علي آل الشيخ مبارك في عيون معاصريه    |
| 9  | البناء الفني في شعر عمر بهاء الدين الأميري    |
| 10 | الشعر الحديث في الأحساء 1301-1400هـ           |
| 11 | هذه وصيتي                                     |
| 12 | مصارحات رمضانية                               |
| 13 | أنوارك يا رمضان                               |
| 14 | جلسات تسع ذي الحجة                            |
| 15 | على جناح الغادية (ديوان شعر)                  |
| 16 | عمر بهاء الدين الأميري شاعر الإنسانية المؤمنة |
| 17 | رحلة إلى البيت العتيق - لذائذ الحج            |
| 18 | الغيرة أو الإيدز                              |
| 19 | ختم القرآن العظيم                             |
| 20 | اصنعيني .. يا أماه 21-اكسر الغصن وانطلق       |

## الجوائز والدروع والشهادات
- حصل على الجائزة الأولى للشعر الفصيح عام 1400هـ من بيت الشباب بالأحساء.
- حصل على جائزة أبها للشعر العربي الفصيح عام 1412هـ (1992م) عن ديوانه الأول «قلبي بين يديك».
- حصل على جائزة أبها للشعر العربي الفصيح عام 1425هـ عن ديوانه الثاني (على جناح الغادية).
- كُرِّمَ بأكثر من مائتين وعشرين درعاً تذكاريًا، وأكثر من مائتي شهادة تقديريَّة؛ لمشاركاته في خدمة المجتمع.
- نال الجامع الذي يصلي به جامع عبد الرحمن بن عوف (الخضري) جائزة الأمير محمد بن فهد بن عبد العزيز آل سعود للدعوة والمساجد عام 1433هـ .
- حصل على جائزة السبيعي للتميز في العمل الخيري - فرع الفكرة الإداعية (مشفى الرقية الشرعية)، محرم 1435هـ .
- كرم من رواد الإعلام المحافظ من مؤسسة رياض الإعلام في (1/2/1435هـ).
- حصل على جائزة الأمير محمد بن فهد بن جلوي آل سعود للقرآن والسنة والخطابة - فرع النخبة للخطابة، عام 1435هـ .

حصلت جمعية التنمية الأسرية بالأحساء التي يديرها على عدد من الأوسمة والجوائزة المحلية والإقليمية، ومن أهمها جائز التميز المؤسسي عام 1442هـ (2020م).

## أهم الكتب التي ترجمت له أو درست بعض نتاجه
1. المقاومة والبطولة في الشعر العربي؛ للدكتور حسن فتح الباب، كتاب الرياض، العدد: 56، 57، أغسطس وسبتمبر 1998م.
2. الأدب في الأحساء؛ للأستاذ عبد الله الشباط.
3. الأحساء - سلسلة هذه بلادنا؛ للأستاذ عبد الله المطلق.
4. معجم البابطين للشعراء العرب المعاصرين.
5. أدباء وأديبات من الخليج العربي؛ للأستاذ عبد الله بن أحمد الشباط، الدار الوطنية الجديدة، الخبر، 1420هـ (1999م).
6. الملحق المفيد في تراجم أعلام الخليج؛ لأبي بكر عبد الله محمد الشمري، دار الراوي، الدَّمَّام، 1415هـ (1994م) ط: 1.
7. معجم الأدباء الإسلاميين المعاصرين؛ للأستاذ أحمد الجدع.
8. الأحساء في عيون الشعراء؛ للأستاذ عبد اللطيف العقيل.
9. بحث صفي؛ للطالب مبارك بن ناصر السهلي.
10. النهضة الأدبية في المنطقة الشرقية من المملكة العربية السعودية؛ للأستاذ عبد الله بن أحمد الشباط، نادي المنطقة الشرقية بالدَّمَّام، 1422هـ.
11. مقالة على جناح الغادية وسيمياء العنوان؛ أ.د. عبد الرزاق حسين الفيصل، الأدبية ذو القعدة 1428 ربيع الآخر 1429هـ، ص ص: 76 - 81.[5]